# Marvin Stamm
Marvin Stamm (Memphis (Tennessee), 23 mei 1939) is een Amerikaanse jazztrompettist. Martin Kunzler beoordeelt hem als een leadtrompettist, die zich ook onderscheidt van de kleine elite van zijn instrument met zijn eersteklas solo-optredens.

## Biografie
Stamm speelde trompet vanaf 12-jarige leeftijd en studeerde aan de North Texas State University bij Leon Breeden. Van 1961 tot 1963 was hij de belangrijkste trompettist van Stan Kentons Mellophonium Orchestra, waarmee hij vijf albums opnam. In 1965 en 1966 toerde hij met Woody Herman, waarna hij naar New York ging. Daar werd hij lid van het Thad Jones/Mel Lewis Orchestra en de Duke Pearson Big Band. Van 1973 tot 1974 trad hij op met Frank Sinatra en daarna met het Benny Goodman Sextet. Hij werkte ook als studiomuzikant bij o.a. Bill Evans, Quincy Jones, Oliver Nelson, Duke Pearson, Wes Montgomery, Freddie Hubbard, Stanley Turrentine, Patrick Williams, Michel Legrand, Lena Horne, Frank Foster, Paul Desmond, Joe Thomas, Gato Barbieri en George Benson. Op het gebied van pop zouden producties van Paul McCartney (Ram), Paul Simon, James Brown of Barbra Streisand genoemd moeten worden.
In de jaren 1980 trad hij op met John Lewis' American Jazz Orchestra, de Bob Mintzer Band, de George Gruntz Concert Jazz Band, Louie Bellsons bigband en kwintet en de bigband van de componiste Maria Schneider. Daarna werkte hij voornamelijk met zijn eigen kwartet, als duo met pianist Bill Mays en het Westchester Jazz Orchestra, een bigband onder Joey Berkley (met Tony Kadleck, Craig Johnson en Jim Rotondi (trompet), Keith O'Quinn, Larry Farrell en George Flynn (trombone), Jay Brandford, David Brandom, Ralph LaLama en Eddie Xiques (saxofoon), Ted Rosenthal (piano), Harvie S (bas) en Tony Jefferson (drums)). Stamm woont in North Salem, New York.

## Discografie

### Als leader
- 1968: Machinations (Verve)
- 1983: Stammpede (Palo Alto)
- 1991: Bop Boy (Musicmasters)
- 1993: Mystery Man (MusicMasters)
- 2000: By Ourselves (Marstam)
- 2001: Elegance (TNC)
- 2007: The Nearness of Two met Dena DeRose (GoFour)

### Als sideman
Met American Jazz Orchestra
- 1987: Central City Sketches (MusicMasters)
- 1989: Ellington Masterpieces (EastWest)
- 1991: The Music of Jimmie Lunceford (MusicMasters)

Met Average White Band
- 1974: AWB (Atlantic)
- 1976: Soul Searching (Atlantic)
- 1977: Benny and Us (Atlantic)
- 1978: Warmer Communications (Atlantic)

Met Louie Bellson
- 1968: Breakthrough! (Project 3)
- 1990: Airmail Special (MusicMasters)
- 1993: Peaceful Thunder (Jazz Heritage)
- 1994: Live from New York (Telarc)

Met Luiz Bonfa
- 1997: Manhattan Strut (Paddle Wheel)
- 1998: Jacaranda (JSR)
- 2000: Black Orpheus Impressions (Sony)
- 2003: The New Face of Bonfa (RCA)

Met Eumir Deodato
- 1973: Prelude (CTI)
- 1973: Deodato 2 (CTI)
- 1974: Whirlwinds (MCA)
- 1976: Very Together (MCA)
- 1998: Os Catedraticos 73 (Ubatuqui)
- 2002: Eumir Deodato Plays Marcos Valle: Summer Samba (Irma)

Met The Free Design
- 1967: Kites Are Fun (Project 3)
- 1969: Heaven/Earth (Project 3)
- 1970: Stars/Time/Bubbles/Love (Project 3)

Met George Gruntz
- 1988: Happening Now! (TCB)
- 1989: First Prize (Enja)
- 1991: Blues 'n' Dues et Cetera (Enja)
- 1996: Sins 'n' Wins 'n' Funs, Left-cores and Hard-core En-cores (TCB)
- 1999: Liebermann (TCB)
- 1999: Merryteria (TCB)
- 2001: Global Excellence (TCB)
- 2006: Tiger by the Tail (TCB)
- 2008: Pourquoi Pas? Why Not? (TCB)

Met Freddie Hubbard
- 1972: Sky Dive (CTI)
- 1975: Polar AC (CTI)
- 1975: The Baddest Hubbard (CTI)
- 1976: Windjammer (Columbia)

Met Bob James
- 1974: One (CTI)
- 1975: Two (CTI)
- 1976: Three (CTI)
- 1977: Heads (Tappan Zee/Columbia)
- 1982: Hands Down (CBS/(Sony)
- 1983: The Genie (Tappan Zee/Columbia)
- 1984: 12 (Tappan Zee/Columbia)

Met Quincy Jones
- 1969: Walking in Space (A&M/CTI)
- 1970: Gula Matari (A&M/CTI)
- 1971: Smackwater Jack (A&M)
- 1976: I Heard That!! (A&M)
- 2004: The Original Jam Sessions 1969 (Concord)
- 2007: Summer in the City (Verve)

Met The Thad Jones/Mel Lewis Orchestra
- 1967: Live at the Village (Vanguard)
- 1970: Consummation (Blue Note)
- 1975: Suite for Pops (A&M)
- 1975: Thad Jones/Mel Lewis (Blue Note)
- 1997: Village Vanguard Live Sessions (LaserLight)
- 1999: The Groove Merchant (LaserLight)
- 1999: The Second Race (LaserLight)

Met Stan Kenton
- 1961: Adventures in Jazz (Capitol)
- 1962: Adventures in Time (Capitol)
- 1962: Sophisticated Approach (Capitol)
- 1962: Sound '62 (Air Force)
- 1963: Adventures in Blues (Capitol)
- 1975: Adventures in Standards (Creative World)
- 1983: The Uncollected 1962 Vol. 6 (Hindsight)
- 1989: Mellophonium Magic (Status)
- 1990: Mellophonium Moods 1962 (Status)
- 1995: More Mellophonium Moods (Status)
- 1996: At Holiday Ballroom Northbrook, Chicago, Illinois 1962 (Status)

Met Chaka Khan
- 1980: Naughty (Warner Bros.)
- 1982: Chaka Khan (Warner Bros.)
- 1986: Destiny (Warner Bros.)

Met Al Kooper
- 1969: You Never Know Who Your Friends Are (Columbia)
- 1971: The Landlord (United Artists)
- 1976: Act Like Nothing's Wrong (United Artists)

With Hubert Laws
- 1969: Crying Song (CTI)
- 1972: Morning Star (CTI)
- 1976: Romeo & Juliet (Columbia)
- 1978: Say It with Silence (Columbia)

Met Enoch Light
- 1969: Enoch Light and the Brass Menagerie (Project 3)
- 1971: Big Band Hits of the 30's & 40's (Project 3)
- 1971: The Big Band Sound of the Thirties (Project 3)
- 1972: The Brass Menagerie 1973 (Project 3)
- 1972: Movie Hits! (Project 3)
- 1973: The Big Band Hits of the 40s & 50s (Project 3)
- 1975: The Disco Disque (Project 3)
- 1975: Big Hits of the Seventies Vol. 2 (Project 3)
- 1977: Dancing in the Dark/Disco Greats (Project 3)

Met Gary McFarland
- 1968: Does the Sun Really Shine On the Moon? (Skye)
- 1969: America the Beautiful (Skye)
- 1971: Butterscotch Rum (Buddah)

Met Bob Mintzer
- 1983: Papa Lips (CBS/Sony)
- 1985: Incredible Journey (DMP)
- 1986: Camouflage (DMP)
- 1988: Spectrum (DMP)
- 1989: Urban Contours (DMP)
- 1991: Art of the Big Band (DMP)
- 1993: Departure (DMP)
- 1994: Only in New York (DMP)
- 1996: Big Band Trane (DMP)
- 1996: Live at the Berlin Jazz Festival (Basic)

Met Cal Tjader
- 1967: Hip Vibrations (Verve)
- 1968: The Prophet (Verve)
- 1968: Cal Tjader Sounds Out Burt Bacharach (Skye)

Met Stanley Turrentine
- 1979: New Time Shuffle (Blue Note)
- 2008: Stanley Turrentine, Return of the Prodigal Son (Blue Note)
- 2014: Stanley Turrentine, Inflation (Elektra)

Met Sadao Watanabe
- 1980: Nice Shot! (Flying Disk)
- 1981: Orange Express (CBS/Sony)
- 1991: Morning Island (JVC)

Met Patrick Williams
- 1968: Shades of Today (Verve)
- 1968: Think (Verve)
- 1969: Heavy Vibrations (Verve)
- 1973: Threshold (Capitol)
- 1978: Come On and Shine (MPS)
- 1987: 10th Avenue (Soundwings)

Met anderen
- 1959: Ed Summerlin, Liturgical Jazz (Ecclesia)
- 1963: Charlie Mariano, A Jazz Portrait of Charlie Mariano (Regina)
- 1966: Woody Herman, The Jazz Swinger (Columbia)
- 1967: Astrud Gilberto, Beach Samba (Verve)
- 1967: Johnny Richards, Aqui Se Habla Espanol (Roulette)
- 1967: Oliver Nelson, The Spirit of '67 (Impulse!)
- 1968: Don Sebesky, The Distant Galaxy (Verve)
- 1968: Duke Pearson, Introducing Duke Pearson's Big Band (Blue Note)
- 1968: Erroll Garner, Up in Erroll's Room (MPS)
- 1968: Frank Foster, Manhattan Fever (Blue Note)
- 1968: Gap Mangione, Diana in the Autumn Wind (GRC)
- 1968: George Benson, Shape of Things to Come (A&M/CTI)
- 1968: Grady Tate, Windmills of My Mind (Skye)
- 1968: Richard Barbary, Soul Machine (A&M/CTI)
- 1968: Wes Montgomery, Road Song (A&M/CTI)
- 1968: Ed Summerlin, Ring Out Joy (Avant Garde)
- 1969: J.J Johnson & Kai Winding, Betwixt & Between (A&M/CTI)
- 1969: Janis Ian, Who Really Cares (Verve Forecast)
- 1969: Kenny Burrell, Night Song (Verve)
- 1969: Les DeMerle, Spectrum (United Artists)
- 1969: Milton Nascimento, Courage (A&M/CTI)
- 1969: Paul Desmond, Summertime (A&M)
- 1969: Walter Wanderley, Moondreams  (A&M/CTI)
- 1969: Duke Pearson, Now Hear This (Blue Note)
- 1969: Paul Desmond, From the Hot Afternoon (A&M/CTI)
- 1969: Walter Wanderley, When It Was Done (A&M/CTI)
- 1970: Chuck Mangione, Friends & Love (Mercury)
- 1970: John Denver, Take Me to Tomorrow (RCA Victor)
- 1970: Johnny Hodges, 3 Shades of Blue (Flying Dutchman)
- 1970: Larry Willis, A New Kind of Soul (LLP)
- 1970: Louis Armstrong, Louis Armstrong and His Friends (Flying Dutchman)
- 1970: George Benson, The Other Side of Abbey Road (A&M)
- 1971: Lotti Golden, Lotti Golden (GRT)
- 1971: Percy Mayfield, Blues and Then Some (RCA Victor)
- 1972: Bob Dorough, A Taste of Honey (Music Minus One)
- 1972: Grover Washington jr., All the King's Horses (Kudu)
- 1972: Jackie and Roy, Time & Love (CTI)
- 1972: Jackie Lomax, Three (Warner Bros.)
- 1972: Johnny 'Hammond' Smith, The Prophet  (Kudu)
- 1972: King Curtis, Everybody's Talkin'  (ATCO)
- 1972: Randy Weston, Blue Moses (CTI)
- 1972: The Main Ingredient, Bitter Sweet (RCA Victor)
- 1973: Babatunde Olatunji, Soul Makossa (Paramount)
- 1973: Dakota Staton, I Want a Country Man (Groove Merchant)
- 1973: Donny Hathaway, Extension of a Man (ATCO)
- 1973: Eric Gale, Forecast (Kudu)
- 1973: Esther Phillips, Black-Eyed Blues (Kudu)
- 1973: Gabor Szabo, Mizrab (CTI)
- 1973: Hall & Oates, Abandoned Luncheonette (Atlantic)
- 1973: Hank Crawford, Wildflower (Kudu)
- 1973: Leon Thomas, Facets (Flying Dutchman)
- 1973: O'Donel Levy, Dawn of a New Day(Groove Merchant)
- 1973: T-Bone Walker, Very Rare (Reprise)
- 1974: Arif Mardin, Journey (Atlantic)
- 1974: Bill Evans, Symbiosis (MPS/BASF)
- 1974: Bo Diddley, Big Bad Bo (Chess)
- 1974: James Brown, Reality (Polydor)
- 1974: Jimmy Ponder, While My Guitar Gently Weeps (Cadet)
- 1974: Jon Lucien, Mind's Eye (RCA)
- 1974: Michel Legrand, Twenty Songs of the Century (Bell)
- 1974: Mike Gibbs & Gary Burton, In the Public Interest (Polydor)
- 1974: Ray Bryant, In the Cut (Cadet)
- 1974: Groove Holmes, New Groove (Groove Merchant)
- 1974: Tony Mottola, Tony Mottola and the Brass Menagerie (Project 3)
- 1974: Urbie Green, Urbie Green's Big Beautiful Band (Project 3)
- 1974: Esther Phillips, Performance (Kudu)
- 1974: Johnny Hammond, Higher Ground (Kudu)
- 1975: David Ruffin, Who I Am (Motown)
- 1975: Eddy Mitchell, Made in USA (Barclay)
- 1975: Faith, Hope & Charity, Faith, Hope & Charity (RCA Victor)
- 1975: Frankie Valli, Our Day Will Come (Private Stock)
- 1975: Friends of Distinction, Reviviscence Live to Light Again (RCA Victor)
- 1975: Lena Horne & Michel Legrand, Lena & Michel (RCA Victor)
- 1975: Lucy Simon, Lucy Simon (RCA Victor)
- 1975: Rupert Holmes, Rupert Holmes (Epic)
- 1975: Stuart Scharf, The Disguises Album (Laissez-Faire)
- 1975: The Manhattan Transfer, The Manhattan Transfer (Atlantic)
- 1975: Van McCoy, The Disco Kid (Avco)
- 1975: Zulema, R.S.V.P. (RCA Victor)
- 1975: Grover Washington jr., Mister Magic (Kudu)
- 1976: Blood, Sweat & Tears, More Than Ever (Columbia)
- 1976: Chico O'Farrill, Latin Roots (Philips)
- 1976: Eddie Brigati, Lost in the Wilderness (Elektra)
- 1976: Gato Barbieri, Caliente! (A&M)
- 1976: Loudon Wainwright III, T Shirt (Arista)
- 1976: Maynard Ferguson, Primal Scream (Columbia)
- 1976: Tony Orlando & Dawn, To Be with You (Elektra)
- 1977: Barbara Carroll, From the Beginning (United Artists)
- 1977: Burt Bacharach, Futures (A&M)
- 1977: Dr. Lonnie Smith, Funk Reaction (LRC)
- 1977: Gloria Gaynor, Glorious (Polydor)
- 1977: Goro Noguchi, Goro in New York (Polydor)
- 1977: Jimmy McGriff, Tailgunner (LRC)
- 1977: Libby Titus, Libby Titus (Columbia)
- 1977: Patti Austin, Havana Candy (CTI)
- 1977: Peter Allen, Continental American (A&M)
- 1977: David Ruffin, In My Stride (Motown)
- 1977: Eric Gale, Multiplication (Columbia)
- 1977: Frankie Valli, Lady Put the Light Out (Private Stock)
- 1977: Gato Barbieri, Ruby, Ruby (A&M)
- 1977: Maynard Ferguson, Conquistador (Columbia)
- 1978: Angela Bofill, Angie (Arista GRP)
- 1978: Billy Cobham, Simplicity of Expression, Depth of Thought (Columbia)
- 1978: Garland Jeffreys, One-Eyed Jack (A&M)
- 1978: Paul Mauriat, Overseas Call (Philips)
- 1978: Paul McCartney & Linda McCartney, Ram (Apple)
- 1978: Jimmy Ponder, All Things Beautiful (LRC)
- 1978: Rupert Holmes, Pursuit of Happiness (Private Stock)
- 1978: The Manhattan Transfer, Pastiche (Atlantic)
- 1979: Charlie Calello, Calello Serenade (Midsong)
- 1979: Felix Cavaliere, Castles in the Air (Epic)
- 1979: Jackie McLean, Monuments (RCA)
- 1979: Jay Hoggard, Days Like These (Arista GRP)
- 1979: Kleeer, I Love to Dance (Atlantic)
- 1979: Players Association, Turn the Music Up! (Vanguard)
- 1979: Terumasa Hino, City Connection (Flying Disk)
- 1979: Charlie Calello, Sing, Sing, Sing/In the Mood (EMI)
- 1980: Terumasa Hino, Daydream (Flying Disk)
- 1981: Larry Elgart, Flight of the Condor (RCA Victor)
- 1982: B. B. & Q. Band, All Night Long (Capitol)
- 1983: Gerry Mulligan, Little Big Horn (GRP)
- 1983: Glenn Miller, In the Digital Mood (GRP)
- 1984: Jim Pugh, Crystal Eyes (Pewter)
- 1985: Jennifer Holliday, Say You Love Me
- 1986: Billy Joel, The Bridge (Columbia)
- 1987: Benny Carter, Central City Sketches (MusicMasters)
- 1990: Carly Simon, Have You Seen Me Lately? (Arista)
- 1990: Carly Simon, My Romance (Arista)
- 1991: Vince Mendoza, Instructions Inside (Manhattan)
- 1993: Michael Franks, Dragonfly Summer
- 1993: Miles Davis & Quincy Jones, Live at Montreux (Warner Bros.)
- 1994: Marisa Monte, Green, Blue, Yellow, Rose and Charcoal (Metro Blue/EMI)
- 1994: Vince Mendoza, Vince Mendoza 2 (Steps)
- 1995: Frank Mantooth, Sophisticated Lady (Sea Breeze)
- 1995: Jon Lucien, Rashida (RCA)
- 1996: Bill Mays, Mays in Manhattan (Concord Jazz)
- 1996: Erroll Garner, Now Playing (Telarc)
- 1998: Grant Green, Blue Breakbeats (Blue Note)
- 2000: Antonio Carlos Jobim, Antonio Carlos Jobim's Finest Hour (Verve)
- 2000: Arto Tuncboyaciyan, Every Day Is a New Life (Living Music)
- 2000: Antonio Carlos Jobim, Tide (Verve)
- 2001: New York Voices, Sing! Sing! Sing! (Concord Jazz)
- 2003: Jazz Orchestra of the Delta, Big Band Reflections of Cole Porter
- 2003: Grant Green, The Final Comedown (Blue Note)
- 2006: Donald Fagen, Morph the Cat (Reprise)
- 2006: Fred Wesley, It Don't Mean a Thing If It Ain't Got That Swing (Sons of Sound)
- 2007: Dena DeRose, The Nearness of Two (GoFour)
- 2007: Westchester Jazz Orchestra, All In (WJO)
- 2007: Bill Mays, Fantasy (Palmetto)
- 2011: Westchester Jazz Orchestra, Maiden Voyage Suite (WJO)
- 2015: Mike Holober, Balancing Act (Palmetto)